# Dixon Recreation Center

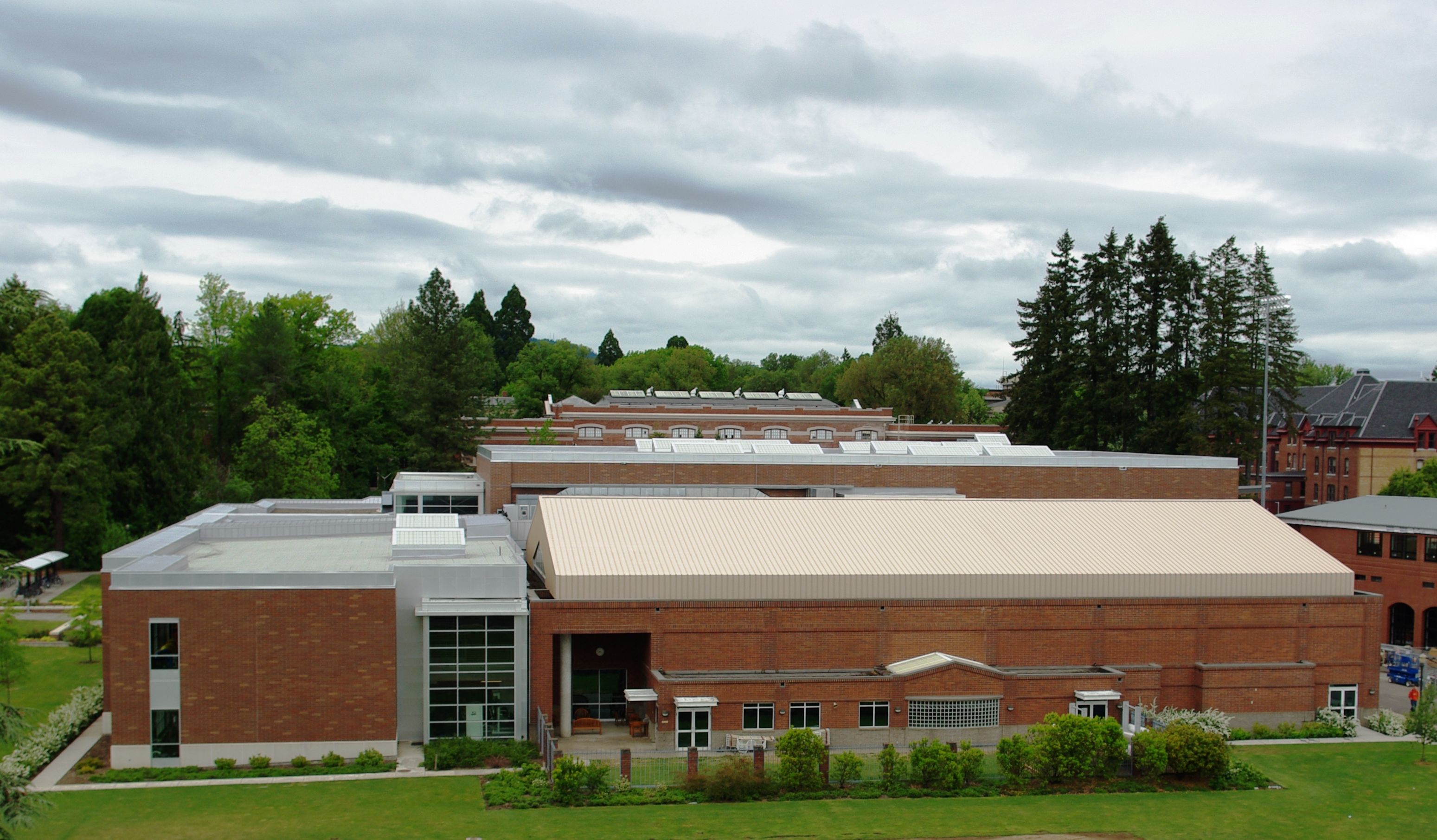
2008-ban

A Dixon Recreation Center az Oregoni Állami Egyetem sportlétesítménye az Amerikai Egyesült Államok Oregon államának Corvallis városában.
Az épületben két tornaterem, atlétika-, racquetball-, strandröplabda- és squashpályák, mászófal, uszoda és ugrótorony, valamint konditermek is vannak.

## Fordítás
- Ez a szócikk részben vagy egészben  a   Dixon Recreation Center című angol Wikipédia-szócikk ezen változatának fordításán alapul.  Az eredeti cikk szerkesztőit annak laptörténete sorolja fel. Ez a jelzés csupán a megfogalmazás eredetét és a szerzői jogokat jelzi, nem szolgál a cikkben szereplő információk forrásmegjelöléseként.